# Mörholm (vid Brännskär, Nagu)
Mörholm är en ö nära Kirjais i Nagu,  Finland. Den ligger i Skärgårdshavet i Pargas stad i den ekonomiska regionen  Åboland i landskapet Egentliga Finland, i den sydvästra delen av landet. Ön ligger omkring 3 kilometer norr om Kirjais, 6 kilometer sydost om Nagu kyrka, 36 kilometer sydväst om Åbo och omkring 160 kilometer väster om Helsingfors. Närmaste allmänna förbindelse är förbindelsebryggan vid Kirjais som trafikeras av M/S Nordep och M/S Cheri.
Öns area är 2,1 hektar och dess största längd är 230 meter i öst-västlig riktning.